# Samuel Rutherford
Samuel Rutherford, né à Nisbet en 1600 et mort à St Andrews le 29 mars 1661, est un théologien réformé écossais.

## Biographie
Samuel Rutherford étudia à Édimbourg, y fut nommé en 1623 regent of humanity et ensuite nommé prédicateur en 1627 à Anwoth. Il fut ensuite exilé en 1636 à Aberdeen, et put retourner à sa commune d'Anwoth en 1638, et puis nommé professeur de théologie à St Andrews en 1639. De 1643-47, il participa à l'Assemblée de Westminster de Londres, et repris en 1647 son activité de théologien à St Andrews. Sa réputation de supralapsarisme a encore atteint les oreilles de G.W. Leibniz, qui écrit à son propos (Essais de Théodicée, § 176) : « Ceux qui croient que Dieu a établi le bien et le mal par un décret arbitraire tombent dans ce sentiment étrange d'une pure indifférence, et dans d'autres absurdités encore plus étranges. Ils lui ôtent le titre de bon ; car quel sujet pourrait-on avoir de le louer de ce qu'il a fait, s'il avait fait également bien en faisant tout autre chose ? Et je me suis étonné bien souvent que plusieurs théologiens supralapsaires, comme par exemple Samuel Retorfort, professeur de théologie en Écosse, qui a écrit lorsque les controverses avec les remontrants étaient le plus en vogue, ont pu donner dans une si étrange pensée. Retorfort, dans son Exercitation apologétique pour la grâce, dit positivement que rien n'est injuste ou moralement mauvais par rapport à Dieu, et avant sa défense : ainsi, sans cette défense, il serait indifférent d'assassiner ou de sauver un homme, d'aimer Dieu ou de le haïr, de le louer ou de le blasphémer. »

## Œuvres
- Disputatio scholastica de divina providentia, Edinburgh, 1650.